# Temný Důl
Temný Důl (německy Dunkelthal) je vesnice, část obce Horní Maršov v okrese Trutnov. Nachází se asi 1,5 km na severozápad od Horního Maršova. V roce 2009 zde bylo evidováno 71 adres. V roce 2001 zde trvale žilo 152 obyvatel.
Temný Důl je také název katastrálního území o rozloze 2,86 km².

## Historie
První písemná zmínka o obci pochází z roku 1720.
Osídlení vzniklo podle toku řeky Úpy v údolí i na stráních a pasekách Světlé a Staré hory. Silnice vinoucí se od Maršova k Peci pod Sněžkou kopíruje tok řeky a obchází další horu s kamennými kupami - krkonošský Špičák.

## Pamětihodnosti
- Venkovský dům čp. 17
- Papírna s brusírnou dřeva čp. 71 (kulturní a technická památka)
- Sklad přádelny lnu
- Kaple svaté Anny na úpatí Staré hory
- Křížová cesta na Starou horu
- Mansardová Sokolská chata (ONP Sokol) "Pod světlou" na úpatí Světlé hory
- Zřícenina hrádku Aichelburg
- Bývalý ženský klášter (dnes "Veselý výlet")
- Přírodní zvláštnost Pražačka, Modrý kámen a Krausovy boudy
- Vyvážky po dolování uranu u Honzíkova potoka
- Signál (Hlaholka) - skalní kupa pod vrcholem Světlé hory
- Orlí skála na vrcholu Světlé hory
- Obraz Panny Marie Pomocnice v lese za mostem přes Úpu cestou na Pražačku
- Červený kříž